# Mariano Valverde
Mariano Valverde (Quetzaltenango, 20 de noviembre de 1884 - Guatemala, 27 de diciembre de 1956) fue un compositor, guitarrista y marimbista guatemalteco. 

## Biografía
Nació en Quetzaltenango el 20 de noviembre de 1884 y murió el 27 de diciembre de 1956.
Mariano Valverde se formó en su nativo Quetzaltenango, donde fue integrante de la Marimba Hurtado Hermanos. Con esta agrupación fue de gira por Guatemala y a los Estados Unidos, donde grabó varias de sus propias composiciones. En 1917 acompañó a los jóvenes hermanos Benedicto, Higinio y Eustorgio Ovalle Bethancourt, junto a Jesús Castillo, a una de las primeras presentaciones de marimba ofrecidas en la Ciudad de Guatemala para el presidente Manuel Estrada Cabrera, quien también era originario de Quetzaltenango. 
En su pueblo natal, Quetzaltenango, enseñó marimba a numerosos alumnos, a quienes exigía que la tocaran por solfa. Su catálogo consta de más de un centenar de piezas; gran parte de estas aún pertenece al repertorio de la mayoría de marimbas guatemaltecas. Mariano Valverde fue director de la Marimba Maderas de mi Tierra, considerada la mejor agrupación de su tipo en el mundo. Su obra Noche de luna entre ruinas, escrita luego del Terremoto en la Ciudad de Quetzaltenango de 1902, evento en el cual falleció su progenitora, es una de las composiciones más expresivas del repertorio de valses en Guatemala.

## Obras seleccionadas.

### Vals «Noche de luna entre ruinas»
| Estar al borde de perder la fe en la madrugada, O de tragarse las lágrimas, porque de nada servirán, Aguantar el frío que apuñala los corazones… Y abrazar a los sueños que tiemblan de miedo, Y llorar pero para adentro, Sin más fuerzas que la fuerza natural, Sobrevivir una noche de luna entre ruinas. Y bailar el vals de la noche y sus estrellas, Mientras que las horas son aves que vuelan Lejos de su nido que es la vida. Pero sonreír muriendo, Ironía pintoresca de acuarelas color miedo, Luna que brilla apagada en el cielo, Noche de luna entre ruinas… Y observar como los pedazos de cielo caen, Quedarme in fraganti en el robo de tu corazón, Sobrevivir a la pena de tu ausencia y su pena, Cargar con la cruz del olvido en hombros compartidos, Cumpliendo la ley primordial de amaras a tu prójimo, Alimentado de un amor de contexto desfavorecido. Y aprender a bailar bajo la lluvia, Y besarte al filo de la madrugada, Despojados de todos los valores, Quedando solo el alma Y esta noche de luna entre ruinas —Mariano Valverde, 1902 Música: Escobar, Luis. «El terremoto de San Perfecto». YouTube. Consultado el 8 de noviembre de 2014. |

### Otras obras célebres
- Ondas azules
- Último amor
- Reír llorando
- Horas Grises
- Mala Vida